# 五福堂駅
五福堂駅（ごふくどうえき）は北京市大興区に位置する北京地下鉄8号線の駅。

## 歴史
- 2018年12月30日 - 開業[1]。

## 駅構造

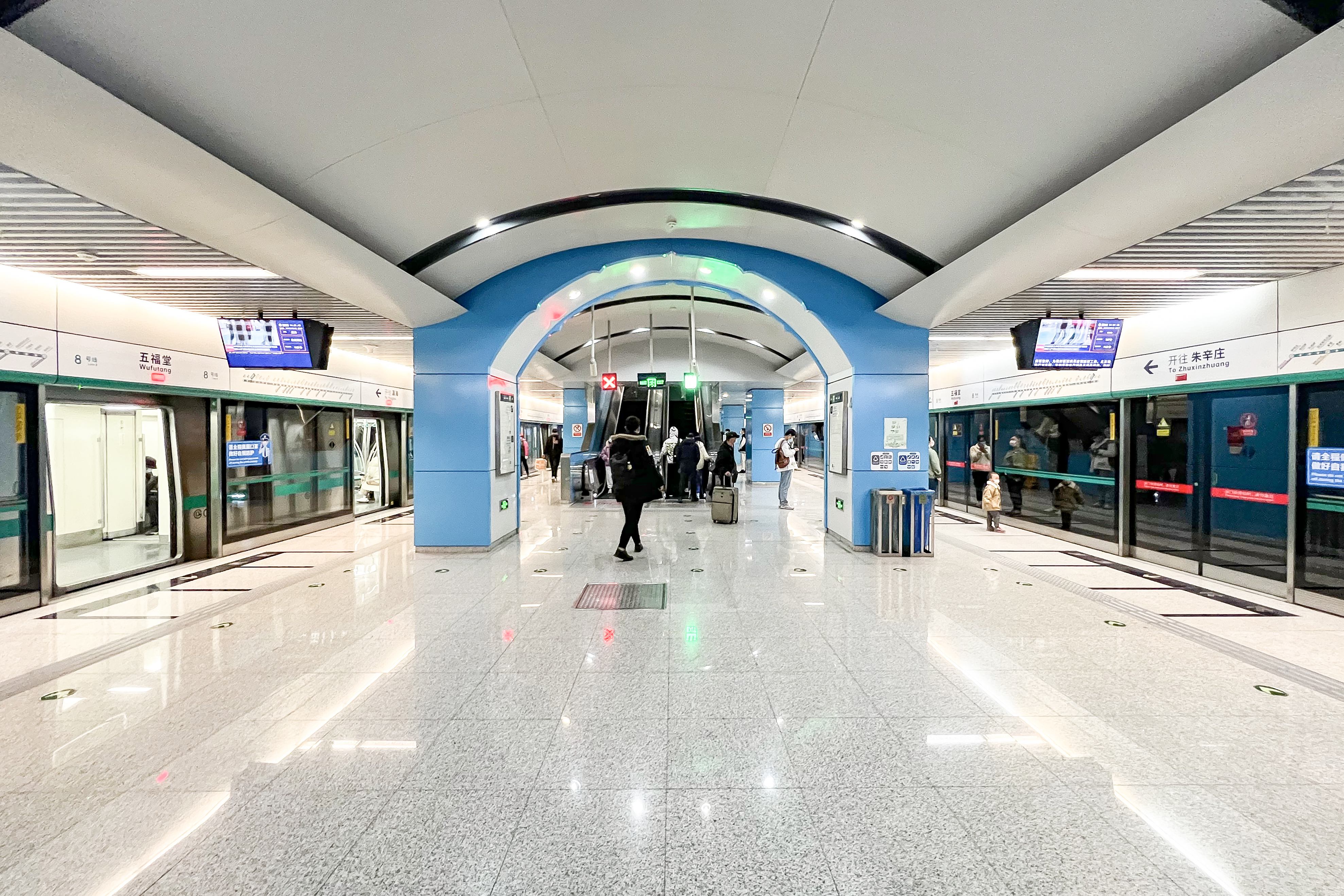
ホーム

島式ホーム1面2線を有する地下駅。

## 駅周辺
- 明悦湾北区
- 中南湾五福堂北路2号院
- 有徳家苑西区

## 隣の駅
北京地下鉄
■8号線
火箭万源駅 - 五福堂駅 - 徳茂駅